# گرگوار پوئل
گرگوار پوئل (انگلیسی: Grégoire Puel؛ زادهٔ ۲۰ فوریهٔ ۱۹۹۲) بازیکن فوتبال اهل فرانسه است.
از باشگاه‌هایی که در آن بازی کرده‌است می‌توان به باشگاه فوتبال نیس، باشگاه فوتبال المپیک لیون، و باشگاه فوتبال لو آور اشاره کرد.
وی همچنین در تیم ملی فوتبال زیر ۲۰ سال فرانسه بازی کرده‌است.